# المجلل (ملحان)

تعديل مصدري - تعديل

المجلل هي إحدى قرى عزلة بني مكار بمديرية ملحان التابعة لمحافظة المحويت، بلغ تعداد سكانها 311 نسمة حسب تعداد اليمن لعام 2004.